# لوكاس نيلسون (لاعب كرة قدم)
لوكاس نيلسون (بالسويدية: Lucas Nilsson)‏ (16 يوليو 1973 في السويد - ) هو لاعب كرة قدم سويدي في مركز الهجوم. لعب مع نادي كالمار ونادي يورغوردينس وLindsdals IF ‏ وIF Sylvia ‏ ونادي موتالا.

## وصلات خارجية
- لوكاس نيلسون على موقع عالم كرة القدم.نت (الإنجليزية)